# مارك خافيير
مارك خافيير (بالإسبانية: Mark Pinili Javier)‏ هو نبال فلبيني، ولد في 20 أكتوبر 1981 في دوماغويتي في الفلبين.

## وصلات خارجية
- مارك خافيير على موقع أوليمبيديا (الإنجليزية)